# Liangzihu
Liangzihu är ett stadsdistrikt i Ezhou i Hubei-provinsen i centrala Kina.